# Czerniowiecka Obwodowa Administracja Państwowa

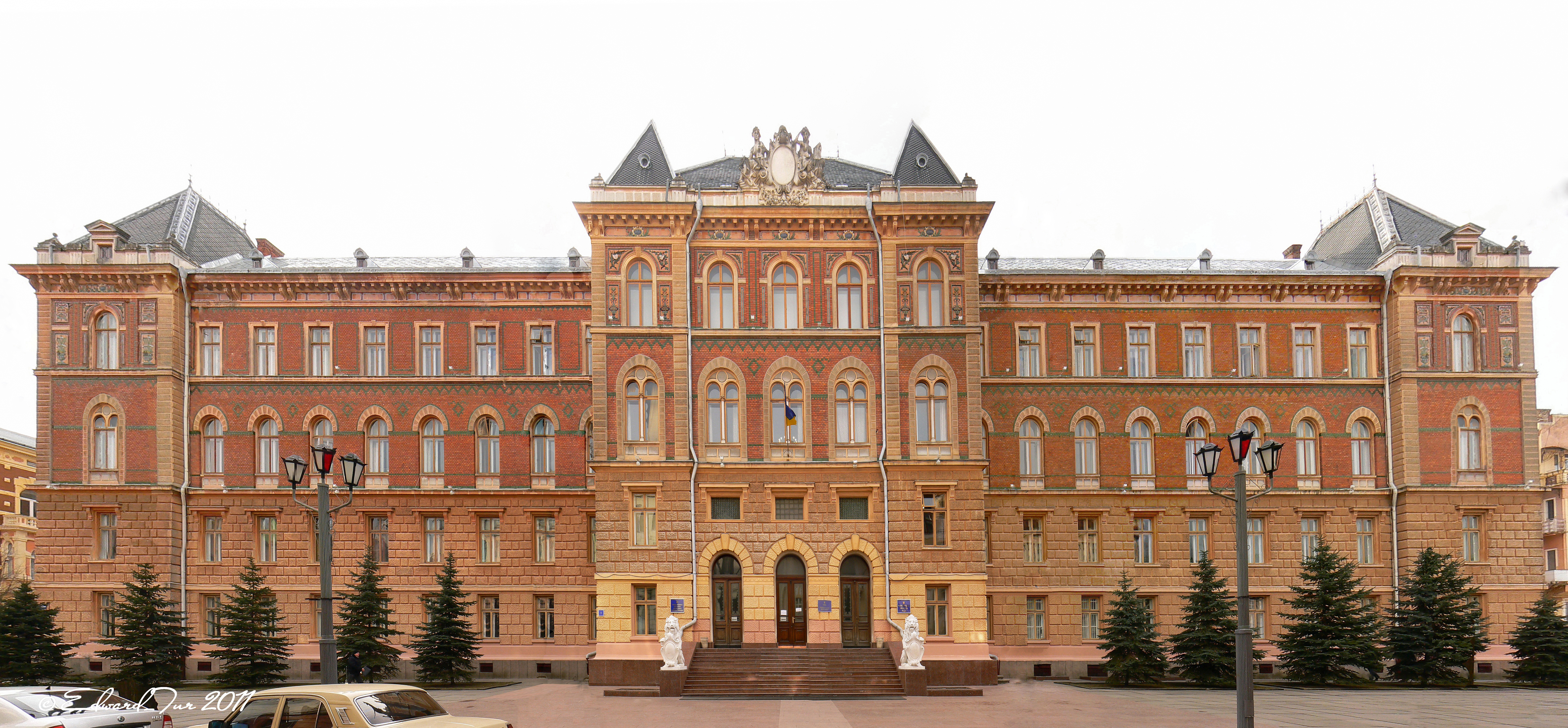
Budynek Czerniowieckiej Obwodowej Administracji Państwowej

Czerniowiecka Obwodowa Administracja Państwowa – obwodowa administracja państwowa (ODA), działająca w obwodzie czerniowieckim Ukrainy.

## Przewodniczący ODA
- Iwan Hnatyszyn (od 1991 do 1996)
- Heorhij Filipczuk (p.o. od 12 maja do 11 września 1996, oficjalnie od 11 września 1996 do 8 maja 1998)
- Teofil Bauer (od 1998 do 2003)
- Mychajło Romaniw (od 2003 do 2005)
- Mykoła Tkacz (od 2005 do 2006)
- Wołodymyr Kulisz (od 17 maja 2006 do 18 marca 2010)
- Mychajło Papijew (od 18 marca 2010 do 19 lutego 2014)
- Mychajło Romaniw (od 15 marca do 21 marca 2014)
- Roman Wanzuriak (od 21 marca do 29 października 2014)
- Ołeksandr Fyszczuk (od 5 lutego 2015 do 23 listopada 2018)
- Mychajło Pawliuk (p.o., od 23 listopada 2018 do 22 listopada 2019)
- Serhij Osaczuk (od 22 listopada 2019 do 13 lipca 2022, od 24 lutego 2022 także szef regionalnej administracji wojskowej)
- Rusłan Zaparianiuk (od 13 lipca 2022, także szef regionalnej administracji wojskowej)[1]